# Clinohelea nigeriae
Clinohelea nigeriae är en tvåvingeart som beskrevs av Ingram och John William Scott Macfie 1923. Clinohelea nigeriae ingår i släktet Clinohelea och familjen svidknott. Inga underarter finns listade i Catalogue of Life.